# Święcienin-Kolonia
Święcienin-Kolonia [ɕfjɛnˈt͡ɕɛnin kɔˈlɔɲa] est un village polonais de la gmina de Radziłów dans le powiat de Grajewo et dans la voïvodie de Podlachie.